# Marta Carro
Marta Carro Nolasco (Cadice, 26 luglio 1991) è una calciatrice spagnola, difensore del Valencia.

## Carriera

### Club
Per anni nell'Atlético Madrid, dove giocò in Primera División, Marta Carro ricoprì anche l'incarico di responsabile tecnico della squadra giovanile Benjamín.
Nell'estate 2016 trova un accordo per giocare per la prima volta in un campionato estero, quello italiano, trasferendosi all'AGSM Verona. Fa il suo debutto con la maglia gialloblu della squadra veronese il 28 settembre, in occasione dell'edizione 2016 della Supercoppa, incontro perso per 0-2 con le avversarie del Brescia. Esordì in Serie A alla prima giornata di campionato, in occasione della vittoria del 1º ottobre per 3-1 sull'E.D.P. Jesina, venendo impiegata anche in Coppa Italia e in UEFA Women's Champions League, dove fa il suo debutto in una competizione UEFA per club, eliminata con la sua squadra dalle kazake del BIIK Kazygurt al primo turno.
Durante la sessione invernale di calciomercato decide di tornare in Spagna lasciando il club veneto per il Madrid CFF, rimanendo fino al termine della stagione e contribuendo alla storica promozione in Primera División della squadra madrilena.
Durante la sessione estiva di calciomercato 2017 si accorda con il Valencia per giocare in Primera División la stagione entrante.
Il 23 giugno 2021, già Capitano (calcio) capitano della squadra con 82 presenze e 4 reti all'attivo, delle quali 31 e 2 nella stagione 2020-2021 e 3 in Coppa della Regina, firma un'estensione del contratto per un altro anno. Un successivo prolungamento del contratto è datato 17 maggio 2023, nel quale Carro si lega al club fino al termine della stagione 2024-2025, raggiungendo le 199 presenze ufficiali e collocandosi al secondo posto tra le calciatrici che hanno vestito la maglia del club valenciano dietro a Ivana Andrés (248) e superando Mari Paz Vilas ferma a 195.

### Nazionale
Dopo aver indossato la maglia delle nazionali giovanili spagnole under 17 e under 19, Carro viene convocata dal selezionatore Jorge Vilda nella nazionale maggiore dal 2018, inserita in rosa con la formazione impegnata all'edizione 2018 della Cyprus Cup dove festeggia con le compagne la conquista del trofeo nella finale con l'Italia.

## Statistiche

### Presenze e reti nei club
Statistiche (parziali) aggiornate al 18 maggio 2025.
| Stagione        | Squadra         | Campionato      | Campionato | Campionato | Coppe nazionali | Coppe nazionali | Coppe nazionali | Coppe continentali | Coppe continentali | Coppe continentali | Altre coppe | Altre coppe | Altre coppe | Totale | Totale |
| Stagione        | Squadra         | Comp            | Pres       | Reti       | Comp            | Pres            | Reti            | Comp               | Pres               | Reti               | Comp        | Pres        | Reti        | Pres   | Reti   |
| --------------- | --------------- | --------------- | ---------- | ---------- | --------------- | --------------- | --------------- | ------------------ | ------------------ | ------------------ | ----------- | ----------- | ----------- | ------ | ------ |
| 2013-2014       | Siviglia        | PD              | 17         | 1          | CR              | ?               | ?               | -                  | -                  | -                  | -           | -           | -           | 17     | 1      |
| 2016-2017       | AGSM Verona     | A               | 8          | 0          | CI              | 2               | 3               | UWCL               | 2                  | 0                  | SI          | 1           | 0           | 13     | 3      |
| 2017-2018       | Valencia        | PD              | 29         | 1          | CR              | ?               | ?               | -                  | -                  | -                  | -           | -           | -           | ?      | ?      |
| 2018-2019       | Valencia        | PD              | 20         | 1          | CR              | 1               | 0               | -                  | -                  | -                  | -           | -           | -           | 21     | 1      |
| 2019-2020       | Valencia        | PD              | 2          | 0          | CR              | -               | -               | -                  | -                  | -                  | -           | -           | -           | 2      | 0      |
| 2020-2021       | Valencia        | PD              | 31         | 2          | CR              | -               | -               | -                  | -                  | -                  | -           | -           | -           | 32     | 2      |
| 2021-2022       | Valencia        | PD              | 30         | 5          | CR              | 2               | 0               | -                  | -                  | -                  | -           | -           | -           | 32     | 5      |
| 2022-2023       | Valencia        | PD              | 28         | 4          | CR              | 1               | 0               | -                  | -                  | -                  | -           | -           | -           | 29     | 4      |
| 2023-2024       | Valencia        | PD              | 20         | 0          | CR              | 2               | 0               | -                  | -                  | -                  | -           | -           | -           | 22     | 0      |
| 2024-2025       | Valencia        | PD              | 29         | 3          | CR              | 1               | 0               | -                  | -                  | -                  | -           | -           | -           | 30     | 3      |
| Totale Valencia | Totale Valencia | Totale Valencia | 189        | 16         | -               | 7+              | 0+              | -                  | -                  | -                  | -           | -           | -           | 196+   | 16+    |
| Totale carriera | Totale carriera | Totale carriera | 214        | 16         | -               | 9+              | 3+              | -                  | -                  | -                  | -           | -           | -           | 223+   | 19+    |

## Palmarès

### Club
- Coppa della Regina: 1

Atlético Madrid: 2016
- Campionato spagnolo di seconda divisione: 1

Madrid CFF: 2016-2017

### Nazionale
- Cyprus Cup: 1

2018